# Samuel Gottlieb Gmelin
Samuel Gottlieb Gmelin (Tübingen, 4 de julho de 1744 – Achmetkent, Crimeia, 27 de julho de  1774) foi um médico, explorador e naturalista alemão.